# Plebecula anaglyptica
Plebecula anaglyptica – gatunek ślimaka trzonkoocznego z rodziny Geomitridae.

## Występowanie
Madera (Portugalia). Zasięg występowania tego gatunku jest ograniczony (endemit).
Jest to zwierzę lądowe.

## Status
Od 1994 gatunek uznawany był przez IUCN za narażony na wyginięcie (VU). Od 2011 klasyfikowany w kategorii NT (bliski zagrożenia). Głównym zagrożeniem dla niego jest nadmierne wypasanie zwierząt hodowlanych, co sprzyja erozji gleby, a w efekcie zubożeniu całej szaty roślinnej.